# Груповий портрет з дамою
Груповий портрет з дамою — роман Гайнріха Бьолля 1971 року. Після виходу цього роману Бьолль у 1972 році отримав Нобелівську премії з літератури.
Роман структурований як звіт, складений із багатьох інтервʼю, проведених безіменним автором із друзями, родичами, працедавцями, колегами головної героїні Лені, малюючи детальний соціальний портрет життя в Кельні з 1910-х до 1971 року. Як і в багатьох інших романах Бьолля, особливий фокус приділяється періоду панування нацистів з погляду простого народу. 
Роман був екранізований у 1977 році. 

## Сюжет
Оповідач, який називає себе Авт. (автор), реконструює життя Лені Пфайфер на основі розмов із свідками її життя та того часу.
Головна героїня роману Лені Пфайфер, уроджена Груйтен, — розумна і добра, але неосвічена жінка. Після початку Другої світової війни родина Лені зазнає кількох ударів долі, і Лені зрештою залишається майже сама. Під кінець війни вона працювала в майстерні аранжування вінків і там познайомилася з радянським військовополоненим Борисом. У них починається любовний роман, хоча це заборонено і надзвичайно небезпечно, і Лені народжує дитину від Бориса незадовго до кінця війни. Через нещасливі обставини його прийняли за німецького військовополоненого, й він потрапив до табору для військовополонених союзників, де загинув. Фінальні частини роману відбуваються у післявоєнний період і розповідають, серед іншого, про стосунки Лені з турецьким гастарбайтером Мехметом.

## Контекст
Роман — своєрідна поетична документація; також йдеться про псевдодокументальну конструкцію. Більшість документів є фіктивними, але є також багато автентичних документів, зокрема з матеріалів Нюрнберзького процесу над військовими злочинцями. Сам Бьолль сказав про свій роман у червні 1971 року: «Ідея цієї книги займала мене дуже довго, мабуть, у більшості романів і оповідань, які я написав досі. Я намагався описати або написати долю німецької жінки у віці близько сорока, яка винесла весь тягар цієї історії між 1922 і 1970 роками». Важливу роль відіграє повітряна війна та завоювання американцями міста, у якому живе Лені Пфайффер, наприкінці Другої світової війни (дії центральних розділів відбуваються в рідному місті Бьолля Кельні). У вересні 1969 року Бьолль заявив у радіоінтерв’ю: «Для мене важливим аспектом війни було бомбардування міст. Це було повне божевілля. Жінкам і дітям у містах було набагато, набагато гірше, ніж навіть солдатам на фронті».
Образ черниці Рахель із роману очевидно заснований на Едіт Штайн.
Назву роману придумали Аннемарі Бьолль і Дітер Веллерсхофф.